# ハッピーMusic
『ハッピーMusic』（ハッピーミュージック） は、2010年4月3日から2013年3月30日まで日本テレビで土曜日0:58 - 1:53（金曜日深夜、JST、特別編成等で遅延の場合もあり）に放送された音楽バラエティ番組である。『音楽戦士 MUSIC FIGHTER』の後継番組。略称は『ハピM』。

## 概要
いい歌が集まる「ハッピーMusic STORE」に常連客であるベッキー、いい歌を紹介する店員、ゲストアーティストが続々と訪れる。
ゲストアーティストはいい歌の原点である「ハピもの」を持参する。

## 出演者

### 常連客
- ベッキー

### ナレーション
- 葉山エレーヌ→石田エレーヌ（当時日本テレビアナウンサー、2010年4月3日 - 2012年11月24日）
- 上田まりえ（当時日本テレビアナウンサー、2012年12月1日 - ）

### 店員
- あべこうじ
- ピース
- Sascha
- チーモンチョーチュウ
- 野性爆弾
- 羽室満
- 福田彩乃

#### 過去の店員
- なちゅ（SDN48）
- こまつ
- ビューティーこくぶ
- エハラマサヒロ
- ぼれろ小庭（松岡シュウゾウ）

##### ハピっ娘
- 石川沙織
- 里海
- 杉ありさ
- 菜々緒
- 宮崎麗香
- 出岡美咲

## コーナー
- ゲストトーク
- スタジオライブ
- サビなび

注目の新曲を取り上げ、ミュージックビデオのサビ部分を流す。前半と後半に分け7曲ずつ紹介される。当初はまとめて10曲紹介していた。
- 新人店員採用面接

「店員」採用面接に来たという芸人が、スタジオライブを行うアーティストやその曲について、コントなどに取り入れながら説明する。そして、その様子を見た「常連客」のベッキーが感想を述べる。

## ネット局
| 放送対象地域   | 放送局                    | 系列                                           | 放送曜日・時間                | 遅れ日数   |
| -------------- | ------------------------- | ---------------------------------------------- | ----------------------------- | ---------- |
| 関東広域圏     | 日本テレビ（NTV） 制作局  | 日本テレビ系列                                 | 土曜 0:58 - 1:53 （金曜深夜） | 同時ネット |
| 北海道         | 札幌テレビ（STV）         | 日本テレビ系列                                 | 土曜 0:58 - 1:53 （金曜深夜） | 同時ネット |
| 青森県         | 青森放送（RAB）           | 日本テレビ系列                                 | 土曜 0:58 - 1:53 （金曜深夜） | 同時ネット |
| 岩手県         | テレビ岩手（TVI）         | 日本テレビ系列                                 | 土曜 0:58 - 1:53 （金曜深夜） | 同時ネット |
| 宮城県         | ミヤギテレビ（MMT）       | 日本テレビ系列                                 | 土曜 0:58 - 1:53 （金曜深夜） | 同時ネット |
| 秋田県         | 秋田放送（ABS）           | 日本テレビ系列                                 | 土曜 0:58 - 1:53 （金曜深夜） | 同時ネット |
| 山形県         | 山形放送（YBC）           | 日本テレビ系列                                 | 土曜 0:58 - 1:53 （金曜深夜） | 同時ネット |
| 福島県         | 福島中央テレビ（FCT）     | 日本テレビ系列                                 | 土曜 0:58 - 1:53 （金曜深夜） | 同時ネット |
| 山梨県         | 山梨放送（YBS）           | 日本テレビ系列                                 | 土曜 0:58 - 1:53 （金曜深夜） | 同時ネット |
| 新潟県         | テレビ新潟（TeNY）        | 日本テレビ系列                                 | 土曜 0:58 - 1:53 （金曜深夜） | 同時ネット |
| 長野県         | テレビ信州（TSB）         | 日本テレビ系列                                 | 土曜 0:58 - 1:53 （金曜深夜） | 同時ネット |
| 静岡県         | 静岡第一テレビ（SDT）     | 日本テレビ系列                                 | 土曜 0:58 - 1:53 （金曜深夜） | 同時ネット |
| 富山県         | 北日本放送（KNB）         | 日本テレビ系列                                 | 土曜 0:58 - 1:53 （金曜深夜） | 同時ネット |
| 石川県         | テレビ金沢（KTK）         | 日本テレビ系列                                 | 土曜 0:58 - 1:59 （金曜深夜） | 同時ネット |
| 福井県         | 福井放送（FBC）           | 日本テレビ系列／テレビ朝日系列                 | 土曜 0:58 - 1:53 （金曜深夜） | 同時ネット |
| 鳥取県・島根県 | 日本海テレビ（NKT）       | 日本テレビ系列                                 | 土曜 0:58 - 1:53 （金曜深夜） | 同時ネット |
| 山口県         | 山口放送（KRY）           | 日本テレビ系列                                 | 土曜 0:58 - 1:53 （金曜深夜） | 同時ネット |
| 徳島県         | 四国放送（JRT）           | 日本テレビ系列                                 | 土曜 0:58 - 1:53 （金曜深夜） | 同時ネット |
| 香川県・岡山県 | 西日本放送（RNC）         | 日本テレビ系列                                 | 土曜 0:58 - 1:53 （金曜深夜） | 同時ネット |
| 愛媛県         | 南海放送（RNB）           | 日本テレビ系列                                 | 土曜 0:58 - 1:53 （金曜深夜） | 同時ネット |
| 福岡県         | 福岡放送（FBS）           | 日本テレビ系列                                 | 土曜 0:58 - 1:53 （金曜深夜） | 同時ネット |
| 長崎県         | 長崎国際テレビ（NIB）     | 日本テレビ系列                                 | 土曜 0:58 - 1:53 （金曜深夜） | 同時ネット |
| 熊本県         | くまもと県民テレビ（KKT） | 日本テレビ系列                                 | 土曜 0:58 - 1:53 （金曜深夜） | 同時ネット |
| 宮崎県         | テレビ宮崎（UMK）         | フジテレビ系列／日本テレビ系列／テレビ朝日系列 | 土曜 0:58 - 1:53 （金曜深夜） | 同時ネット |
| 鹿児島県       | 鹿児島読売テレビ（KYT）   | 日本テレビ系列                                 | 土曜 0:58 - 1:53 （金曜深夜） | 同時ネット |
| 中京広域圏     | 中京テレビ（CTV）         | 日本テレビ系列                                 | 金曜 1:59 - 2:59 （木曜深夜） | 遅れネット |
| 近畿広域圏     | 読売テレビ（ytv）         | 日本テレビ系列                                 | 金曜 2:08 - 3:08 （木曜深夜） | 遅れネット |
| 広島県         | 広島テレビ（HTV）         | 日本テレビ系列                                 | 火曜 1:04 - 1:59 （月曜深夜） | 遅れネット |
| 高知県         | 高知放送（RKC）           | 日本テレビ系列                                 | 火曜 1:14 - 2:13 （月曜深夜） | 遅れネット |

### ネット局に関する備考
- 『金曜ロードSHOW!』およびプロ野球中継の放送時間拡大や特別番組などで放送開始時間が繰り下がる場合がある。
- 四国放送は、2010年10月2日に放送開始。
- 2011年3月12日は日本テレビおよび同時ネット局では前日に発生した東日本大震災関連のNNN報道特別番組のため休止。当日放送分は、1週繰り下げて放送。
- 読売テレビは、1:08 - 2:08の放送だったが、2012年10月頃から基本的に金曜 2:08 - 3:08（木曜深夜）に放送されていた。2010年9月までは金曜 1:08 - 2:08（木曜深夜）、2011年3月までは土曜 1:58 - 2:58（金曜深夜）、2012年1月4日までは水曜 1:59 - 2:59（火曜深夜）に放送。ただし、全国放送の特別編成で枠がない場合や自社制作の特別番組を放送する場合に未放送となる回が多発しており、その際の振替放送も行われないことがほとんどである。
- 中京テレビと高知放送は2011年3月までは同時ネットだった。
- 大分放送では、土曜 14:00 - 14:55に不定期で放送。2010年10月11日までレギュラー放送されていた。
- テレビ金沢は、開始から2011年9月までは、水曜 1:05 - 2:07（火曜深夜）に放送されていたが、同年10月から同時ネットになった。なお、本編終了後に天気予報を放送するため、番組タイトルは『ハッピーMusic&Weather』となっている。
- 福井放送は、2012年3月までは金曜 0:48 - 1:45（木曜深夜）に放送されていたが、同年4月から同時ネットになった。同時ネットになるのは『音楽戦士』の放送時間が変更された2008年4月以来4年ぶりとなる。なお、2012年3月31日分の放送は行わなかった。

## スタッフ
- ナレーション：上田まりえ（当時日本テレビアナウンサー、2012年12月1日 - ）
- 構成：舘川範雄、金沢達也、桝本壮志
- TM：古川誠一
- TD・SW：北折雅人、蔦佳樹、鈴木健司
- CAM：渡辺浩、茅野竜徳
- LD：小笠原雅登、正田悠斗
- VTR：高橋卓(以前は、VE)、三崎美貴
- VE：石野太一、佐久間治雄、茅野温子、佐藤勝義、山口考志、天内理絵
- 音声：鈴木謙介、太田黒健至、白水英国、小境健太郎、木本文子、荒金俊光、村上正
- 美術：日テレアート
- 美術プロデューサー：稲本浩
- 美術デザイン：熊崎真知子、田澤奈津美
- 編集：市川貴裕
- MA：丸山晃
- 音効：久留米勇介
- タイトルCG：成田博志（幻生社）
- 編成：渡瀬慶吾
- 広報：西室由佳里
- AP：橋本隆（以前は、ディレクター）
- デスク：田村麻衣
- TK：中村ひろ子
- 音楽協力：日本テレビ音楽
- 制作協力：オリオンクルー、オフィス・ケーアール
- ディレクター：錦織信彦、豊永満、安達穣史／大内勝（以前は、プロデューサー）、小元肇、下井大祐、諏訪裕紀、井上尚也、小野勇樹、藤野はるか、大畑仁美、宮崎浩一、渡邉友一朗
- プロデューサー：前田直敬、江成真二、本橋武夫、大越理央、大野眞奈美
- チーフプロデューサー：藤井淳（2010年7月3日 -、2010年4月3日 - 6月26日までは、チーフクリエイター）
- 製作著作：日本テレビ

### 過去のスタッフ
- ナレーション：葉山エレーヌ→石田エレーヌ（当時日本テレビアナウンサー、開始 - 2012年11月24日）
- TD・SW：安藤康一
- LD：真壁弘
- VTR：佐藤大心
- VE：斎藤貴春
- 美術プロデューサー：高津光一郎
- TK：桜井えみこ
- 編成：吉無田剛
- デスク：寺田マユミ
- AP：伊藤真和
- ディレクター：川口信洋、藤崎一成、比嘉智樹
- 演出：上田崇博
- プロデューサー：遠藤正累
- 制作協力：フォルミカ